# Castillo de Koberg

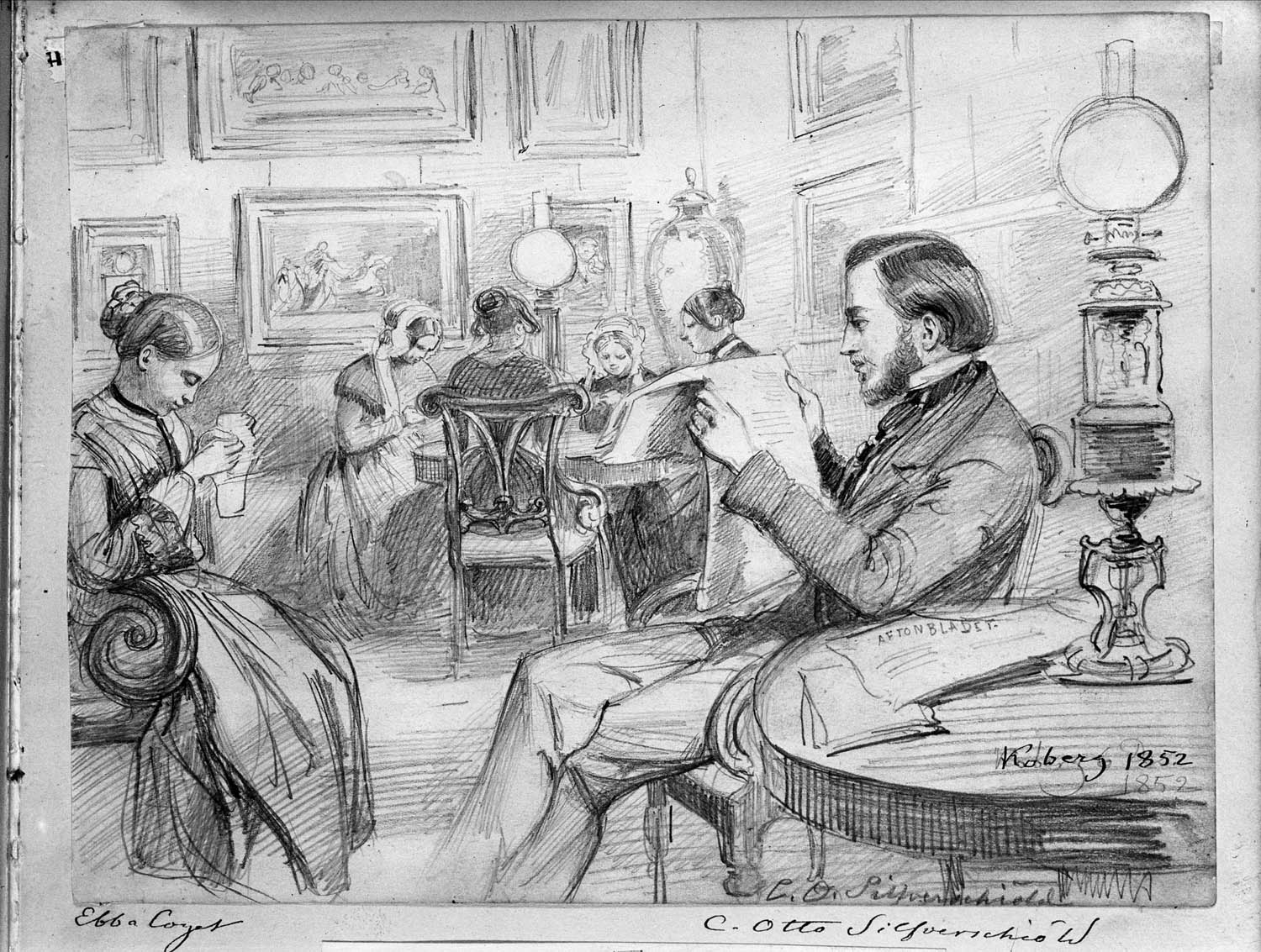
Interior del Castillo de Koberg, por Fritz von Dardel, 1852.

El Castillo de Koberg (Kobergs slott) es un castillo en Västergötland, Suecia. Es la residencia de la princesa Deseada de Suecia, Baronesa Silfverschiöld y de su esposo fallecido, el Barón Nicolás Silfverschiöld (1934-2017). 
Koberg se encuentra cerca del lago Vanderydsvattnet, a unos 10 km al sur de Trollhättan. El castillo consta de un edificio de tres plantas de piedra flanqueado por dos sólidas torres redondas abovedadas. El edificio principal fue restaurado en estilo Neorrenacentista durante la década de 1890 bajo el diseño del arquitecto sueco Fredrik Lilljekvist (1863-1932).